# Psilaspilates cavifasciata
Psilaspilates cavifasciata là một loài bướm đêm trong họ Geometridae.